# Jezebel (pel·lícula)

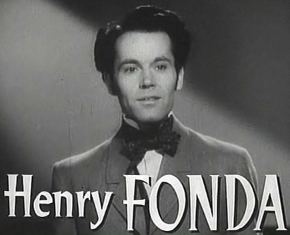
Henry Fonda

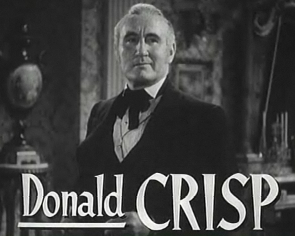
Donald Crisp

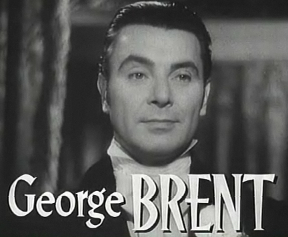
George Brent

Jezabel és una pel·lícula estatunidenca dirigida per William Wyler i estrenada l'any 1938.

## Argument[2]
Com que l'enèrgic Pres Dillard (Henry Fonda), el jove banquer amb el que s'ha de casar, es nega a doblegar-se davant els seus neuròtics desitjos, la temperamental Julie Marston (Bette Davis) intenta avergonyir-lo en públic lluint un vestit vermell en el Olympus Ball de 1850, en comptes del blanc que tradicionalment porten totes les noies solteres. Aquest ball, una fita en la vida social de Nova Orleans, és l'ocasió en què el compromís matrimonial de Julie serà oficialment anunciat. En comptes de causar sensació amb el seu vestit escarlata, Julie es posa en ridícul i Pres, convençut que la seua conducta mereix una lliçó, rebutja la seua petició que la porti a casa i insisteix que balli amb ell. Julie se sent abjectament humiliada i busca refugi en Buck Cantrell (George Brent), un complaent admirador que l'estima. Buck, disposat a satisfer els seus desitjos, sucumbeix a les adulacions de Julie i l'acompanya a casa seua. Disgustat pel seu comportament, Pres trenca el seu compromís i se'n va a Filadèlfia per treballar en una sucursal del banc de la seua família. Compungida, però confiant que Pres tornarà i es casarà amb ella quan li demani perdó, Julie porta una vida totalment aïllada fins que un dia, tres anys més tard, el general Bogardus (Henry O'Neill), el seu tutor, li dona la notícia que Pres torna a Nova Orleans, on una epidèmia de febres ha delmat el personal del seu banc. Amb l'esperança que Pres vulgui ara casar-se amb ella, Julie planeja organitzar una gran festa de benvinguda a Halcyon, la hisenda de la seua família. L'eufòria de Julie durarà molt poc temps, ja que Pres arriba a la plantació acompanyat de la seva dona, Amy (Margaret Lindsay), amb la qual s'ha casat al Nord. Enfurismada, Julie explica a Buck Cantrell que Pres l'ha insultada greument i ha tacat el seu honor. Buck desafia a Pres en un duel, però quan reclamen a aquest des de Nova Orleans, on l'epidèmia de febre groga causa ara estralls, el seu germà petit (Richard Cromwell) es bat en el seu lloc i mata a Buck. L'epidèmia es propaga i la febre ataca a Pres. Julie torna a Nova Orleans, on s'ha implantat la llei marcial, per tindre'n cura. Quan es presenta la milícia per posar-lo en quarantena en una illa, Julie prega a Amy que li permeti acompanyar-lo, prometent-li que, si Pres viu, tornarà a enviar-lo al seu costat.

## Repartiment[3]
- Bette Davis: Julie Marsden
- Henry Fonda: Preston Dillard
- George Brent: Buck Cantrell
- Donald Crisp: Dr. Livingstone
- Fay Bainter: Aunt Belle Massey
- Margaret Lindsay: Amy Bradford Dillard
- Richard Cromwell: Ted Dillard
- Henry O'Neill: General Theopholus Bogardus
- Spring Byington: Mrs. Kendrick
- John Litel: Jean La Cour
- Gordon Oliver: Dick Allen
- Janet Shaw: Molly Allen
- Theresa Harris: Zette
- Margaret Early: Stephanie Kendrick
- Irving Pichel: Huger
- Eddie Anderson: Gros Bat

## Crítica
"Jezabel queda lluny de la usual història romàntica del Sud. És un penetrant estudi de caràcters en un ambient la bellesa superficial del qual no anul·la la seua autenticitat i solidesa essencials. Com en tota pel·lícula sòlida, els seus mèrits procedeixen de diverses fonts: un bon argument i guió, un director i un director de fotografia que saben perfectament com aconseguir que tot flueixi al llarg del film amb un dramàtic efecte pictòric, i un repartiment que fa de la trama un marc per a personatges de carn i ossos. (...) Al centre de tot això es troba Bette Davis, la qual arriba a una maduresa artística que la converteix en una de les meravelles de Hollywood. L'erràtica i tempestuosa carrera d'aquesta actriu l'ha salvat d'interpretar heroïnes dolces i jovenetes fascinants, i li ha donat oportunitats en papers que la majoria de les actrius a la recerca de popularitat rebutjarien, el resultat és una experiència que a ella li ha atorgat un caràcter únic en un terreny de la interpretació no gaire freqüentat. La seua Julie és el cim dels seus èxits, fins al moment, i el que li espera és imprevisible, ja que depèn de la seua sort i de la perspicàcia dels seus productors."

## Curiositats[5]
- Com que la producció original de Broadway va ésser un fracàs, Warner Bros fou capaç de comprar els drets de la pel·lícula a un preu molt baix.
- Alguns l'han volgut veure com una versió en blanc i negre d'Allò que el vent s'endugué, la qual estava en la seua fase de preproducció en aquell moment.
- Una cançó, Jezabel, amb música de Harry Warren i lletra de Johnny Mercer fou composta per promocionar la pel·lícula, però no fou emprada en la banda sonora.
- En una entrevista amb Dick Cavett l'any 1971, Bette Davis va dir que el seu salari durant el rodatge d'aquesta pel·lícula era de 650 dòlars a la setmana.
- L'Oscar a la millor actriu aconseguit per Bette Davis fou venut a Steven Spielberg en una subhasta el 19 de juliol del 2001 a Christie's per 57.800 dòlars estatunidens, el qual el va donar immediatament a l'Acadèmia de les Arts i les Ciències Cinematogràfiques de Hollywood.
- En el moment de la filmació d'aquesta pel·lícula, el director, William Wyler, i l'actor protagonista, Henry Fonda, eren tots dos exmarits de l'actriu Margaret Sullavan.
- El naixement de la filla de Henry Fonda, Jane Fonda, fou la causa d'algunes interrupcions en el rodatge d'aquesta pel·lícula.

## Premis i nominacions[6]

### Premis
- 1939: Oscar a la millor actriu per Bette Davis[7]
- 1939: Oscar a la millor actriu secundària per Fay Bainter

### Nominacions
- 1938: Copa Mussolini a la millor pel·lícula
- 1939: Oscar a la millor pel·lícula
- 1939: Oscar a la millor fotografia per Ernest Haller
- 1939: Oscar a la millor banda sonora per Max Steiner